# Новоіканський сільський округ
Новоіка́нський сільський округ (каз. Жаңаикан ауылдық округі, рос. Новоиканский сельский округ) — адміністративна одиниця у складі Сауранського району Туркестанської області Казахстану. Адміністративний центр — село Ібата.
Населення — 7556 осіб (2021; 6253 у 2009, 5220 у 1999, 4005 у 1989).
Станом на 1989 рік існувала Новоіканська сільська рада (село Ібата, селище Ойик).

## Склад
До складу округу входять такі населені пункти:
| Населений пункт | Колишні назви | Населення, осіб (1989) | Населення, осіб (1999) | Населення, осіб (2009) | Населення, осіб (2021) |
| --------------- | ------------- | ---------------------- | ---------------------- | ---------------------- | ---------------------- |
| Ібата, село     | -             | 3520                   | 4868                   | 6043                   | 7431                   |
| --Жерастисуи    | -             | -                      | -                      | -                      | 4                      |
| Ойик, село      | -             | 485                    | 352                    | 210                    | 121                    |